# Ulica 3 Maja (Katowice)

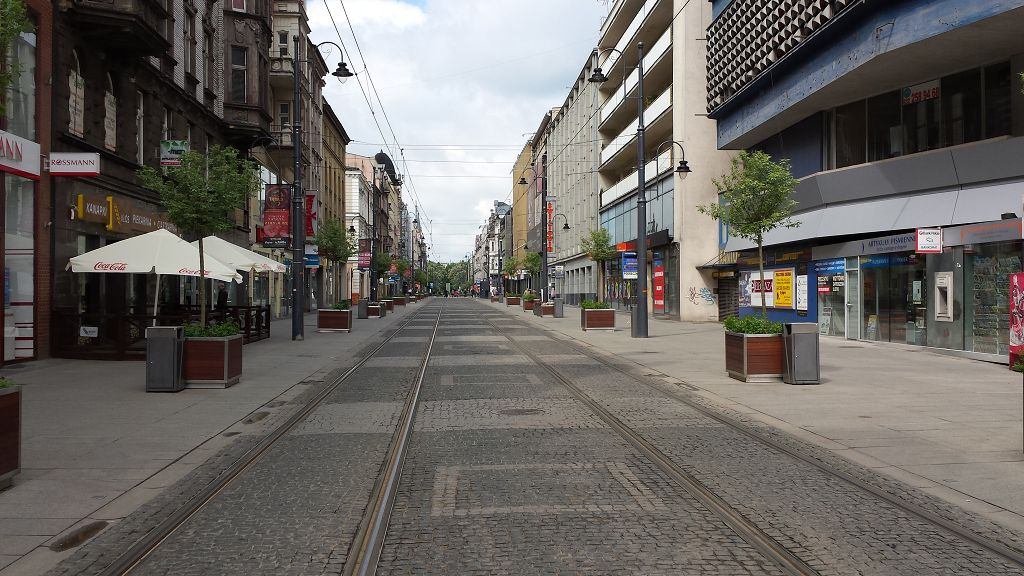
ul. 3 Maja (2015)

Die Ulica 3 Maja (deutsch Grundmannstraße) ist eine innerstädtische Straße in Katowice, Polen. Sie verläuft in Ost-West-Richtung und verbindet den Rynek und den Plac Wolności. Laut Cushman & Wakefield gehört die Straße zu den Straßen mit den höchsten Mietpreisen in Polen, in den Jahren 2010 und 2011 belegte sie den fünften Platz, 2014 war es noch der siebte Platz. Sie gilt als eine der elegantesten Einkaufsstraßen in Katowice.
Die ul. 3 Maya beginnt am Rynek (Marktplatz) und verläuft in Richtung Westen vorbei am Plac Wilhelma Szewczyka mit der Galeria Katowicka und dem Bahnhof Katowice zum Plac Wolności, dabei kreuzt sie die Ulica Juliusza Słowackiego. Zwei Nebenstraßen münden in die 3 Maja, die Ulica Wawelska und die Ulica Stawowa. Zwischen dem Rynek und der ul. Juliusza Słowackiego ist die Straße eine Fußgängerzone, sie wird nur durch die Straßenbahn befahren, an der Ecke ul. 3 Maja und ul. Stawowa befindet sich die Haltestelle Dworzec PKP.

## Geschichte

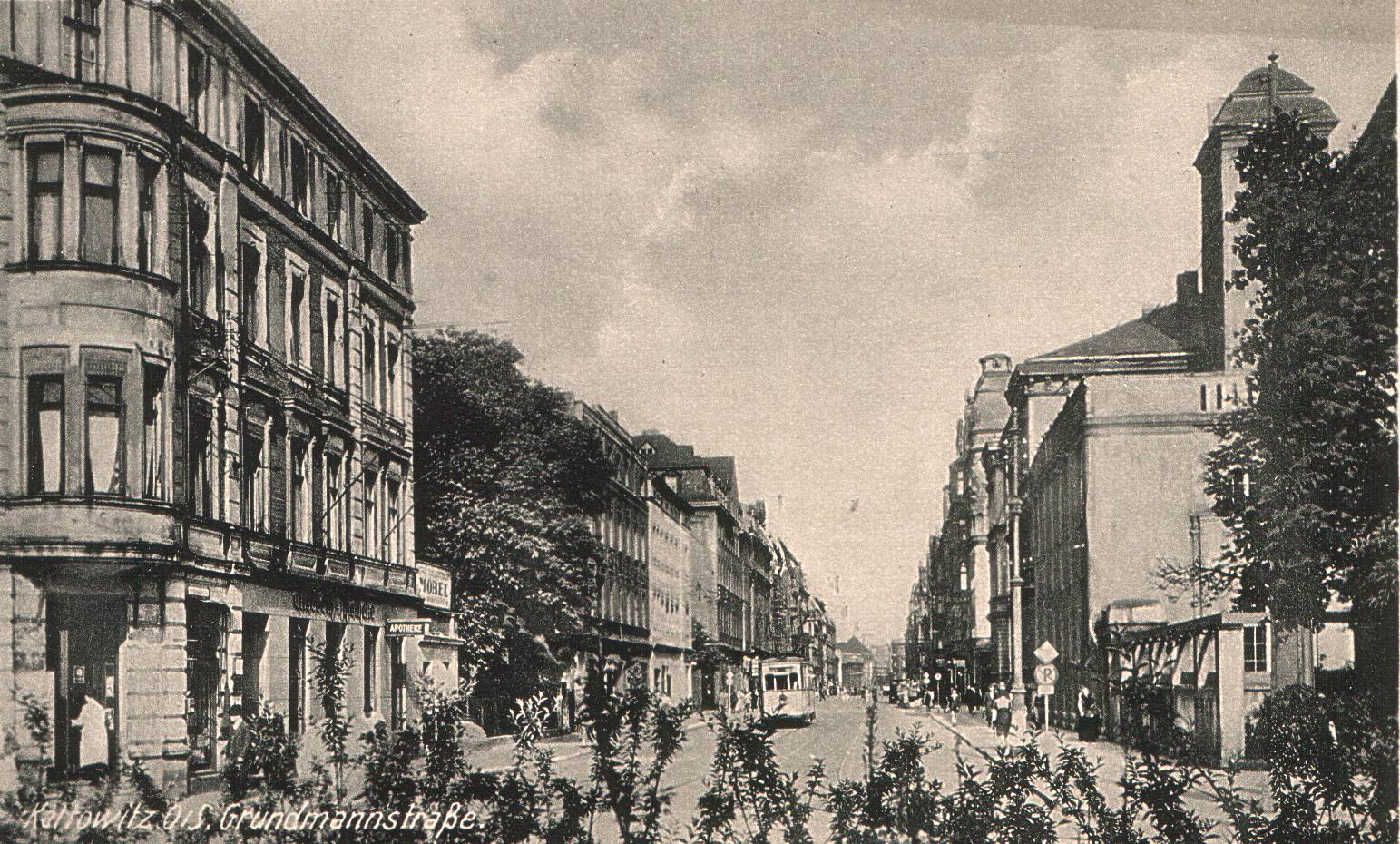
Grundmannstraße (ul. 3 Maja) aus Richtung Wilhelmsplatz (Plac Wolności)

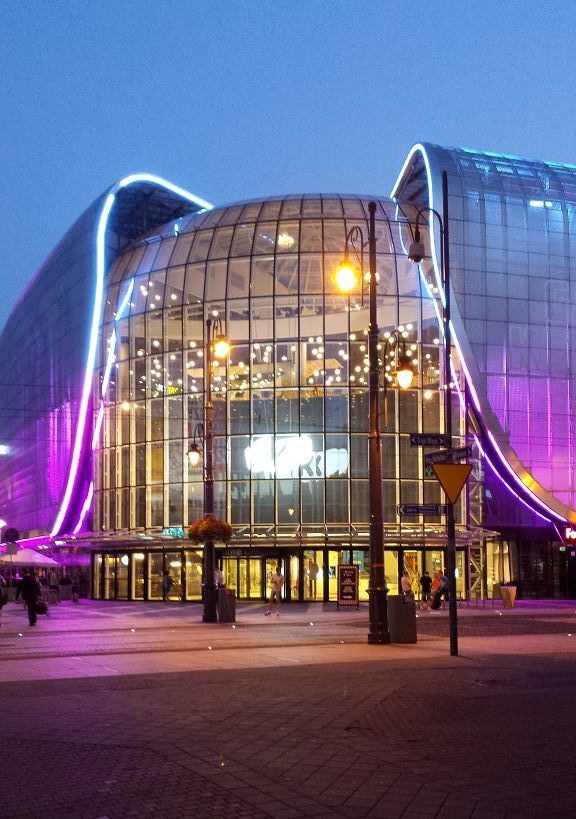
Eingang Galeria Katowicka an der ul. 3 Maja

Am westlichen Ende der Straße, dort wo sich heute der Plac Wolności befindet, war in der ersten Hälfte des neunzehnten Jahrhunderts die Eisenhütte „Jacob“. Gebildet wurde die Straße 1856, bis Mitte des neunzehnten Jahrhunderts war die Straße als „Industriestraße“ benannt. 1867 wurde sie in „Grundmannstraße“, zu Ehren von Friedrich Wilhelm Grundmann, umbenannt. Seit 1908 führt eine Straßenbahn über die ul.3 Maja.
2010 begannen die Umbauarbeiten am Bahnhof Katowice und der Bau der Galeria Katowicka, im Zuge dieser Arbeiten wurde der an die ul.3 Maja angrenzende Plac Wilhelma Szewczyka überbaut.
2013/14 wurde die Straße zwischen dem Rynek und Kreuzung ul.Juliusza Słowackiego für 40 Mio. Złoty grundlegend saniert.

## Gebäude
Entlang der ul.3 Maja befinden sich eine Reihe denkmalgeschützter Gebäude.

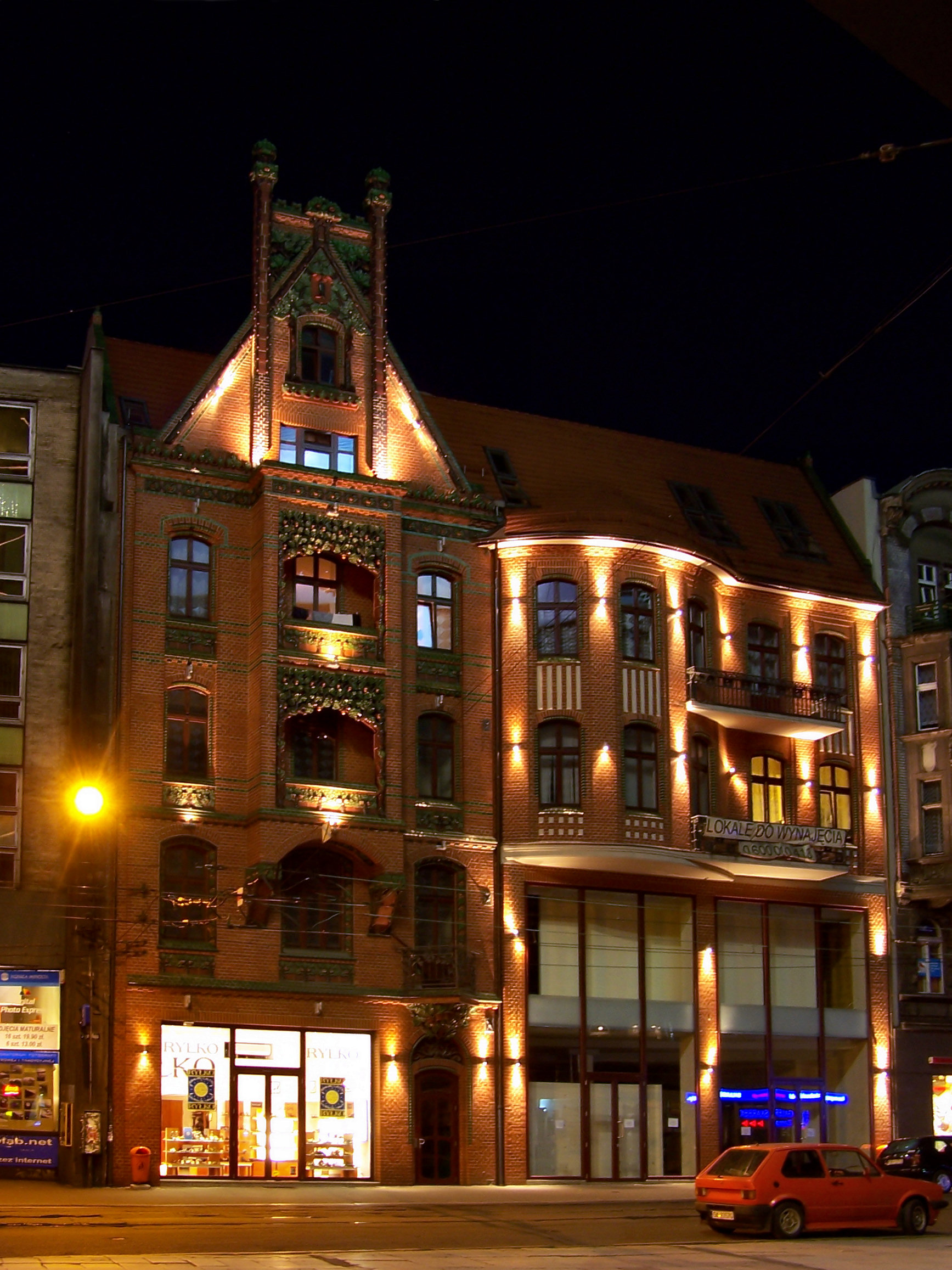
ul.3 Maja 6/8 „Kamienica pod Butem“

- ul.3 Maja 6/8, Wohn- und Geschäftshaus „Kamienica pod Butem“ (nr rej.: A/1390/89) Das Haus besteht aus zwei Gebäuden, das linke ist im Jugendstil und das rechte im neugotischen Stil zwischen 1903 und 1907 von Hugo Grünfeld erbaut worden.[11][12]
- ul.3 Maja 7, Wohn- und Geschäftshaus, errichtet 1909. Es beherbergte von Anfang an das Filmtheater „Colosseum“ heute befindet sich dort das Kino Światowid.[13]
- ul.3 Maja 9 Dom Handlowy Gebrüder Barasch, errichtet 1902[14]
- ul.3 Maja 10, erbaut 1899 von A.Zimmermann[5]
- ul.3 Maja 15, Wohngebäude erbaut 1898[12][5]
- ul.3 Maja 17, Wohngebäude[12]
- ul.3 Maja Ecke ul.Juliusza Słowackiego 22, Wohnhaus (nr rej.: 1303/83).[12] Auf dem befand sich früher die alte Synagoge.[15]
- ul.3 Maja, 12, 13, 14, 16, 18, 19, 20, 21, 22, 23, 24, 25, 26, 29, 33, 36, 38 und 42 Wohngebäude.

## Verweise